# 加藤美南
加藤 美南（かとう みなみ、1999年〈平成11年〉1月15日 - ）は、日本のYouTuber、元アイドル。女性アイドルグループNGT48の元メンバーである。旧チームNIIIの元キャプテン。
新潟県新潟市出身。OOO Entertainment所属。

## 略歴
NGT48加入前は、新潟県内在住の中高生がモデルとして登場するウェブサイト『制服ステーションMAP』や、フリーペーパー『新潟美少女図鑑』に掲載されたことがある。
2015年
- 7月25日、NGT48第1期生オーディション最終審査に合格し[6]、翌8月21日に（みなとぴあ）前広場でのイベントで、NGT48のメンバーとしてセンターポジションでお披露目された[2]。

2016年
- 1月10日、『NGT48劇場グランドオープン初日公演』に出演。同時にチームNIIIを結成[7]。翌2月25日には同じNGT48メンバーの水澤彩佳とともに新潟市南区PR大使に就任した[8][注 1]。同年6月1日発売のAKB48の44thシングル「翼はいらない」でシングル表題曲選抜メンバーに初めて選ばれた[10]。同年5月から6月にかけて開催され、6月18日に開票イベントが行われた『AKB48 45thシングル選抜総選挙』では76位にランクインし、喜びのスピーチで前方宙返り（前宙）を披露した[11][12]。なお、NGT48の生え抜きメンバーとしては唯一のランクインとなった[13]。

2017年
- 5月から6月にかけて開催された『AKB48 49thシングル選抜総選挙』では71位でアップカミングガールズに選出され、NGT48の生え抜きの中では唯一の2年連続となるランクインとなった[14]。

2018年
- 4月13日に新潟では初となる、単独コンサート『NGT48単独コンサート〜朱鷺は来た!新潟から全国へ!〜』において、同月の18日にグループを卒業する北原里英が務めたチームNIIIキャプテンの後任となることが発表された[15]。

2019年
- 5月20日に自身のInstagramにて不適切な投稿を行った[注 2]として、2019年5月21日付で研究生へ降格処分となる[16]。これにあわせてNGT48全メンバーのSNSの運用がいったん停止されることが発表された[16]。

2020年
- 12月25日に行われた「NGT48 クリスマス特別公演」において、正規メンバーへの昇格発表に続けて、2021年1月31日をもってNGT48から卒業することを発表した[17]。

2021年
- 1月31日、同日をもって、NGT48としての活動を終了した[18]。
- 2月4日、WEIBO Account Festival in Tokyo 2020で、『新人モデル賞』を受賞した[19]。
- 2月5日、YouTubeチャンネル「minamikato / 加藤美南」を開設[20]。

 2024年 
- 4月1日、OOO Entertainmentに所属することを発表[3]。

## 人物
愛称は、かとみな。
趣味はバトントワリング。小学3年生の頃から練習に励み、全国大会に出場した経験もある。特技はアクロバットパフォーマンス。劇場オープン初日公演では、アンコールの「唇にBe My Baby」の間奏で、手を使わずに側転する「側宙」を披露した。
2016年5月時点で「ちょっとはまっていること」として「体育館を見ること」を挙げており、新潟市内の体育館は「多分、全部回っている」と言い、とりわけ新潟市横越総合体育館、新潟市東総合スポーツセンターを好む。最も好きな体育館は、小学生の頃にバトンのチーム大会で優勝した場所でもある白根総合公園白根カルチャーセンターである。
憧れのAKB48グループのメンバーは高橋みなみ（元AKB48、初代AKB48グループ総監督）である。加藤の愛称である「かとみな」は高橋の愛称「たかみな」に由来しており、NGT48のオーディションでも「たかみなさんに憧れてるので私はかとみなになりたいです」とアピールしていた。
NGT48に加入したきっかけは、高橋に憧れていた他に、地元である新潟を盛り上げたいという思いからである。（地元でない）他の地域のグループなら入らなかったと語っている。
2025年に総額500万円をかけて顔や体をメンテナンスをしたことを公表した。

## NGT48での参加楽曲

### シングル選抜楽曲
NGT48名義
- 青春時計
  - 空き缶パンク
  - 暗闇求む
- 世界はどこまで青空なのか?
  - 僕の涙は流れない
  - ナニカガイル
  - ぎこちない通学電車
- 春はどこから来るのか?
  - あとで
- 世界の人へ
  - 心に太陽 - 「Team NIII」名義
- シャーベットピンク
  - 後悔ばっかり - 「研究生」名義

AKB48名義
- 「君はメロディー」に収録
  - Maxとき315号 - 「NGT48」名義
- 翼はいらない
  - 君はどこにいる? - 「NGT48」名義
- 「LOVE TRIP/しあわせを分けなさい」に収録
  - 光と影の日々
  - 2016年のInvitation -「アップカミングガールズ」名義
- 「シュートサイン」に収録
  - みどりと森の運動公園 - 「NGT48」名義
- 「願いごとの持ち腐れ」に収録
  - 点滅フェロモン
- 「#好きなんだ」に収録
  - 月の仮面 - 「アップカミングガールズ」名義
- 「ジャーバージャ」に収録
  - 友達でいましょう - 「NGT48」名義
- 「センチメンタルトレイン」に収録
  - サンダルじゃできない恋 - 「アンダーガールズ」名義
  - 百合を咲かせるか?
- 「NO WAY MAN」に収録
  - おはようから始まる世界 - 「U-19選抜2018」名義

### アルバム選抜楽曲
AKB48名義
- 『サムネイル』に収録
  - 誰が私を泣かせた?
- 『僕たちは、あの日の夜明けを知っている』に収録
  - ごめんね、好きになっちゃって…

### 劇場公演ユニット曲
チームNIII 1st Stage「PARTYが始まるよ」
- スカート、ひらり
- 星の温度

チームNIII 2nd Stage「パジャマドライブ」
- てもでもの涙（1stユニット）
- パジャマドライブ（2ndユニット）

チームNIII 3rd Stage「誇りの丘」
- 下衆な夢（1stユニット）
- 左の腕で連れ去って…（2ndユニット）
- ラスベガスで結婚しよう（組閣後）

## 出演

### テレビドラマ
- ひぐらしのなく頃に（2016年5月20日 - 6月24日、BSスカパー!） - 主演・竜宮レナ 役[27]
- ひぐらしのなく頃に 解（2016年11月25日 - 12月16日、BSスカパー!） - 主演・竜宮レナ 役[28]
- 豆腐プロレス（2017年1月22日 - 7月2日、テレビ朝日） - 加藤美南 / バトンかとみな 役[29]
- マジムリ学園（2018年7月26日 - 9月27日、日本テレビ） - 葵日向（アインツ） 役[30][31]

### ネット配信
- AKB48総選挙DVD発売記念スペシャル!（2016年9月16日 - 29日、SHOWROOM） - MC[32]
- GIRLorLADY〜私が最強〜(ABEMA)

### イベント
- 豆腐プロレス The REAL 2017 WIP CLIMAX in 後楽園ホール（2017年8月29日、後楽園ホール） - バトンかとみな 役
- 豆腐プロレス The REAL 2018 WIP QUEENDOM in 愛知県体育館（2018年2月23日、愛知県体育館） - バトンかとみな 役[33]